# Eblisia crassa
Eblisia crassa är en skalbaggsart som först beskrevs av Heinrich Bickhardt 1913.  Eblisia crassa ingår i släktet Eblisia och familjen stumpbaggar. Inga underarter finns listade i Catalogue of Life.